# Groß Rodensleben
Groß Rodensleben este o comună din landul Saxonia-Anhalt, Germania.